# Ле Олександра Георгіївна
Олександра Георгіївна Ле (3 травня 2004 , Алмати ) — казахська стрільчиня, бронзова призерка Олімпійських ігор 2024 року.

## Виступи на Олімпіадах
| Олімпіада  | Дисципліна                              | Місце |
| ---------- | --------------------------------------- | ----- |
| Париж 2024 | пневматична гвинтівка, 10 метрів        | 6     |
| Париж 2024 | гвинтівка з трьох положень, 50 метрів   | 10    |
| Париж 2024 | пневматична гвинтівка, 10 метрів, мікст | 3     |

## Зовнішні посилання
- Ле Олександра Георгіївна на сайті ISSF (англійська)
- Ле Олександра Георгіївна на сайті Olympics.com (англійська)